# Torneo Femenino Clausura 2021 (Argentina)
El Torneo Femenino Clausura 2021 (llamado «Campeonato Femenino YPF 2021» por motivos de patrocinio) fue la 45.° temporada del Campeonato Femenino de Fútbol de Argentina organizado por la Asociación del Fútbol Argentino. Comenzó el 14 de agosto y finalizó el 5 de diciembre.
Boca Juniors se consagró campeón del torneo y clasificó automáticamente a la Copa Libertadores Femenina 2022. Las Xeneizes también ganaron la Súper Final contra San Lorenzo, campeón del Apertura 2021, por 4-2.

## Sistema de disputa
El formato y enfrentamientos del torneo serán los mismos que el del Apertura 2021, con la diferencia de que los equipos intercambiarán localías (quien hizo de local, hará de visitante y viceversa). Los 19 equipos se dividrán en dos zonas: la Zona A con 9 equipos y la Zona B con 10. En cada zona jugarán una ronda de todos contra todos. Los cuatro primeros equipos de cada zona clasificarán a la Fase Final.
La Fase Final será a partido único en cancha neutral (exceptuando los cuartos de final, en donde los locales serán los equipos clasificados en 1.º y 2.º lugar en su zona). Si al finalizar los 90 minutos reglamentarios el resultado fuera empate, el partido irá a la tanda de penales.
El campeón del Clausura 2021 ganará un cupo a la Copa Libertadores Femenina 2022 y jugará la Súper Final contra el campeón del Apertura 2021.
No habrá descensos en este torneo.

## Equipos participantes
| Equipo                 | Ciudad        | Estadio                                                     |
| ---------------------- | ------------- | ----------------------------------------------------------- |
| Boca Juniors           | Buenos Aires  | Alberto J. Armando Complejo Pedro Pompilio Predio de Ezeiza |
| Comunicaciones         | Buenos Aires  |                                                             |
| Defensores de Belgrano | Buenos Aires  | Juan Pasquale                                               |
| Deportivo Español      | Buenos Aires  | Nueva España                                                |
| El Porvenir            | Gerli         | Gildo Ghersinich                                            |
| Estudiantes            | La Plata      | Country Club                                                |
| Excursionistas         | Buenos Aires  | Excursionistas                                              |
| Gimnasia y Esgrima     | La Plata      | Juan Carmelo Zerillo Estancia Chica                         |
| Huracán                | Buenos Aires  | Roberto Larrosa                                             |
| Independiente          | Avellaneda    | Predio Villa Domínico Libertadores de América               |
| Lanús                  | Lanús Este    | Ciudad de Lanús-Néstor Díaz Pérez Predio de Valentín Alsina |
| Platense               | Vicente López | Ciudad de Vicente López Predio Alejandro Mariani Dolán      |
| Racing Club            | Avellaneda    | Predio Tita Mattiussi                                       |
| River Plate            | Buenos Aires  | Auxiliar del Antonio Vespucio Liberti                       |
| Rosario Central        | Rosario       | Gigante de Arroyito Ciudad Deportiva Adolfo Pablo Boerio    |
| San Lorenzo            | Buenos Aires  | Pedro Bidegain Ciudad Deportiva                             |
| S.A.T.                 | Moreno        | 12 de agosto                                                |
| UAI Urquiza            | Villa Lynch   | Monumental de Villa Lynch                                   |
| Villa San Carlos       | Berisso       | Genacio Sálice                                              |

### Distribución geográfica de los equipos
| Región                 | Cant. | Equipos |
| ---------------------- | ----- | --- |
| Ciudad de Buenos Aires | 8     | Boca Juniors, Comunicaciones, Defensores de Belgrano, Deportivo Español, Excursionistas, Huracán, River Plate y San Lorenzo |
| Conurbano bonaerense   | 7     | El Porvenir, Independiente, Lanús, Platense, Racing Club, S.A.T. y UAI Urquiza                                              |
| Gran La Plata          | 3     | Estudiantes, Gimnasia y Esgrima y Villa San Carlos                                                                          |
| Ciudad de Rosario      | 1     | Rosario Central |

## Fase clasificatoria

### Zona A
| Pos. | Equipo                 | Pts. | PJ | PG | PE | PP | GF | GC | Dif. |
| ---- | ---------------------- | ---- | -- | -- | -- | -- | -- | -- | ---- |
| 01.º | San Lorenzo            | 24   | 8  | 8  | 0  | 0  | 37 | 6  | 31   |
| 02.º | Boca Juniors           | 21   | 8  | 7  | 0  | 1  | 27 | 8  | 19   |
| 03.º | Racing Club            | 18   | 8  | 6  | 0  | 2  | 22 | 11 | 11   |
| 04.º | Gimnasia y Esgrima     | 15   | 8  | 5  | 0  | 3  | 18 | 15 | 3    |
| 05.º | Deportivo Español      | 8    | 8  | 2  | 2  | 4  | 15 | 21 | −6   |
| 06.º | Lanús                  | 7    | 8  | 2  | 1  | 5  | 9  | 28 | −19  |
| 07.º | Defensores de Belgrano | 6    | 8  | 1  | 3  | 4  | 7  | 14 | −7   |
| 08.º | El Porvenir            | 4    | 8  | 1  | 1  | 6  | 10 | 25 | −15  |
| 09.º | S.A.T.                 | 1    | 8  | 0  | 1  | 7  | 4  | 21 | −17  |

|  | Equipos clasificados a la Fase Final. |

### Zona B
| Pos. | Equipo           | Pts. | PJ | PG | PE | PP | GF | GC | Dif. |
| ---- | ---------------- | ---- | -- | -- | -- | -- | -- | -- | ---- |
| 01.º | River Plate      | 25   | 9  | 8  | 1  | 0  | 33 | 5  | 28   |
| 02.º | UAI Urquiza      | 21   | 9  | 6  | 3  | 0  | 32 | 5  | 27   |
| 03.º | Independiente    | 20   | 9  | 6  | 2  | 1  | 21 | 10 | 11   |
| 04.º | Platense         | 14   | 9  | 4  | 2  | 3  | 19 | 16 | 3    |
| 05.º | Huracán          | 14   | 9  | 4  | 2  | 3  | 16 | 14 | 2    |
| 06.º | Villa San Carlos | 10   | 9  | 3  | 1  | 5  | 7  | 21 | −14  |
| 07.º | Estudiantes      | 8    | 9  | 2  | 2  | 5  | 11 | 15 | −4   |
| 08.º | Rosario Central  | 7    | 9  | 1  | 4  | 4  | 9  | 14 | −5   |
| 09.º | Comunicaciones   | 7    | 9  | 2  | 1  | 6  | 8  | 29 | −21  |
| 10.º | Excursionistas   | 0    | 9  | 0  | 0  | 9  | 5  | 32 | −27  |

|  | Equipos clasificados a la Fase Final. |

### Resultados
| Fecha 1                 | Fecha 1   | Fecha 1          | Fecha 1            | Fecha 1      | Fecha 1 |
| Zona A                  | Zona A    | Zona A           | Zona A             | Zona A       | Zona A  |
| Local                   | Resultado | Visitante        | Estadio            | Fecha        | Hora    |
| ----------------------- | --------- | ---------------- | ------------------ | ------------ | ------- |
| Gimnasia y Esgrima (LP) | 4 - 0     | Lanús            | Ciudad de La Plata | 14 de agosto | 11:00   |
| Deportivo Español       | 3 - 4     | Racing           | Nueva España       | 14 de agosto | 15:00   |
| San Lorenzo             | 8 - 2     | El Porvenir      | Nuevo Gasómetro    | 15 de agosto | 15:00   |
| Defensores de Belgrano  | 1 - 3     | Boca Juniors     | Juan Pasquale      | 16 de agosto | 15:00   |
| Zona B                  |           |                  |                    |              |         |
| Local                   | Resultado | Visitante        | Estadio            | Fecha        | Hora    |
| Villa San Carlos        | 0 - 1     | UAI Urquiza      | Ciudad de la plata | 14 de agosto | 13:30   |
| Huracán                 | 3 - 0     | Rosario Central  | Tomás Adolfo Ducó  | 15 de agosto | 11:00   |
| River Plate             | 2 - 0     | Excursionistas   | Cancha auxiliar    | 15 de agosto | 13:00   |
| Platense                | 3 - 1     | Estudiantes (LP) | Cancha auxiliar    | 16 de agosto | 11:00   |
| Independiente           | 5 - 0     | Comunicaciones   | Villa Domínico     | 16 de agosto | 13:00   |
| Libre: S.A.T.           |           |                  |                    |              |         |

| Fecha 2                 | Fecha 2   | Fecha 2                | Fecha 2                   | Fecha 2      | Fecha 2 |
| Zona A                  | Zona A    | Zona A                 | Zona A                    | Zona A       | Zona A  |
| Local                   | Resultado | Visitante              | Estadio                   | Fecha        | Hora    |
| ----------------------- | --------- | ---------------------- | ------------------------- | ------------ | ------- |
| El Porvenir             | 1 - 2     | Deportivo Español      | Gildo Ghersinich          | 20 de agosto | 13:00   |
| Lanús                   | 1 - 0     | S.A.T.                 | Gildo Ghersinich          | 20 de agosto | 15:00   |
| Racing                  | 1 - 0     | Defensores de Belgrano | Ciudad de la Plata        | 22 de agosto | 12:00   |
| Gimnasia y Esgrima (LP) | 2 - 6     | San Lorenzo            | Ciudad de la Plata        | 22 de agosto | 15:30   |
| Zona B                  |           |                        |                           |              |         |
| Local                   | Resultado | Visitante              | Estadio                   | Fecha        | Hora    |
| Huracán                 | 2 - 5     | River Plate            | Auxiliar                  | 20 de agosto | 11:00   |
| Excursionistas          | 1 - 2     | Independiente          | Excursionistas            | 21 de agosto | 13:00   |
| Comunicaciones          | 0 - 2     | Villa San Carlos       | Alfredo Ramos             | 21 de agosto | 15:00   |
| UAI Urquiza             | 3 - 1     | Platense               | Monumental de Villa Lynch | 23 de agosto | 13:00   |
| Rosario Central         | 0 - 0     | Estudiantes (LP)       | Granadero Baigorria       | 23 de agosto | 15:00   |
| Libre: Boca Juniors     |           |                        |                           |              |         |

| Fecha 3                | Fecha 3   | Fecha 3                 | Fecha 3                  | Fecha 3      | Fecha 3 |
| Zona A                 | Zona A    | Zona A                  | Zona A                   | Zona A       | Zona A  |
| Local                  | Resultado | Visitante               | Estadio                  | Fecha        | Hora    |
| ---------------------- | --------- | ----------------------- | ------------------------ | ------------ | ------- |
| San Lorenzo            | 6 - 0     | Lanús                   | Ciudad Deportiva         | 27 de agosto | 11:30   |
| Deportivo Español      | 2 - 4     | Gimnasia y Esgrima (LP) | Nueva España             | 27 de agosto | 14:30   |
| S.A.T.                 | 0 - 5     | Boca Juniors            | 12 de agosto             | 28 de agosto | 11:30   |
| Defensores de Belgrano | 1 - 1     | El Porvenir             | Juan Pasquale            | 30 de agosto | 13:00   |
| Zona B                 |           |                         |                          |              |         |
| Local                  | Resultado | Visitante               | Estadio                  | Fecha        | Hora    |
| Independiente          | 2 - 0     | Huracán                 | Predio de Villa Dominico | 28 de agosto | 15:00   |
| Platense               | 3 - 1     | Comunicaciones          | Vicente López            | 29 de agosto | 13:00   |
| River Plate            | 1 - 0     | Rosario Central         | River Camp               | 29 de agosto | 15:00   |
| Estudiantes (LP)       | 0 - 2     | UAI Urquiza             | Diego Armando Maradona   | 30 de agosto | 11:00   |
| Villa San Carlos       | 2 - 1     | Excursionistas          | Diego Armando Maradona   | 30 de agosto | 15:00   |
| Libre: Racing          |           |                         |                          |              |         |

| Fecha 4                 | Fecha 4   | Fecha 4                | Fecha 4                | Fecha 4         | Fecha 4 |
| Zona A                  | Zona A    | Zona A                 | Zona A                 | Zona A          | Zona A  |
| Local                   | Resultado | Visitante              | Estadio                | Fecha           | Hora    |
| ----------------------- | --------- | ---------------------- | ---------------------- | --------------- | ------- |
| San Lorenzo             | 5 - 1     | Deportivo Español      | Auxiliar               | 3 de septiembre | 11:00   |
| Gimnasia y Esgrima (LP) | 2 - 1     | Defensores de Belgrano | Diego Armando Maradona | 4 de septiembre | 10:30   |
| Lanús                   | 2 - 8     | Boca Juniors           | Ciudad de Lanús        | 5 de septiembre | 13:00   |
| Racing                  | 4 - 1     | S.A.T.                 | Juan Domingo Perón     | 6 de septiembre | 15:00   |
| Zona B                  |           |                        |                        |                 |         |
| Local                   | Resultado | Visitante              | Estadio                | Fecha           | Hora    |
| Huracán                 | 1 - 2     | Villa San Carlos       | Auxiliar               | 3 de septiembre | 15:00   |
| River Plate             | 5 - 0     | Independiente          | Diego Armando Maradona | 4 de septiembre | 13:00   |
| Comunicaciones          | 2 - 1     | Estudiantes (LP)       | Auxiliar               | 5 de septiembre | 11:00   |
| Rosario Central         | 0 - 3     | UAI Urquiza            | Gigante de Arroyito    | 6 de septiembre | 11:00   |
| Excursionistas          | 1 - 3     | Platense               | Excursionistas         | 6 de septiembre | 13:00   |
| Libre: El Porvenir      |           |                        |                        |                 |         |

| Fecha 5                        | Fecha 5   | Fecha 5         | Fecha 5                   | Fecha 5          | Fecha 5 |
| Zona A                         | Zona A    | Zona A          | Zona A                    | Zona A           | Zona A  |
| Local                          | Resultado | Visitante       | Estadio                   | Fecha            | Hora    |
| ------------------------------ | --------- | --------------- | ------------------------- | ---------------- | ------- |
| Boca Juniors                   | 2 - 1     | Racing          | Casa Amarilla             | 10 de septiembre | 11:00   |
| S.A.T.                         | 2 - 3     | El Porvenir     | Diego Armando Maradona    | 13 de septiembre | 13:00   |
| Deportivo Español              | 3 - 1     | Lanús           | Nueva España              | 15 de septiembre | 11:00   |
| Defensores de Belgrano         | 0 - 5     | San Lorenzo     | Nueva España              | 16 de septiembre | 15:00   |
| Zona B                         |           |                 |                           |                  |         |
| Local                          | Resultado | Visitante       | Estadio                   | Fecha            | Hora    |
| UAI Urquiza                    | 10 - 0    | Comunicaciones  | Monumental de Villa Lynch | 10 de septiembre | 13:00   |
| Estudiantes (LP)               | 3 - 0     | Excursionistas  | Diego Armando Maradona    | 13 de septiembre | 15:30   |
| Platense                       | 1 - 1     | Huracán         | Ciudad de Vicente López   | 15 de septiembre | 13:00   |
| Independiente                  | 3 - 1     | Rosario Central | Predio Villa Domínico     | 17 de septiembre | 14:00   |
| Villa San Carlos               | 0 - 7     | River Plate     | Diego Armando Maradona    | 24 de septiembre | 11:00   |
| Libre: Gimnasia y Esgrima (LP) |           |                 |                           |                  |         |

| Fecha 6                 | Fecha 6   | Fecha 6                | Fecha 6                 | Fecha 6      | Fecha 6 |
| Zona A                  | Zona A    | Zona A                 | Zona A                  | Zona A       | Zona A  |
| Local                   | Resultado | Visitante              | Estadio                 | Fecha        | Hora    |
| ----------------------- | --------- | ---------------------- | ----------------------- | ------------ | ------- |
| Deportivo Español       | 1 - 1     | Defensores de Belgrano | Nueva España            | 1 de octubre | 11:00   |
| El Porvenir             | 0 - 3     | Boca Juniors           | Gildo Ghersinich        | 2 de octubre | 13:00   |
| Lanús                   | 1 - 6     | Racing                 | Ciudad de Lanús         | 3 de octubre | 11:00   |
| Gimnasia y Esgrima (LP) | 1 - 0     | S.A.T.                 | Diego Armando Maradona  | 4 de octubre | 15:15   |
| Zona B                  |           |                        |                         |              |         |
| Local                   | Resultado | Visitante              | Estadio                 | Fecha        | Hora    |
| Excursionistas          | 1 - 10    | UAI Urquiza            | Excursionistas          | 1 de octubre | 13:00   |
| River Plate             | 3 - 1     | Platense               | River Camp              | 1 de octubre | 15:30   |
| Independiente           | 5 - 0     | Villa San Carlos       | Libertadores de América | 2 de octubre | 11:00   |
| Rosario Central         | 1 - 1     | Comunicaciones         | Gigante de Arroyito     | 3 de octubre | 15:00   |
| Huracán                 | 3 - 1     | Estudiantes (LP)       | Diego Armando Maradona  | 4 de octubre | 13:00   |
| Libre: San Lorenzo      |           |                        |                         |              |         |

| Fecha 7                  | Fecha 7   | Fecha 7                 | Fecha 7                   | Fecha 7       | Fecha 7 |
| Zona A                   | Zona A    | Zona A                  | Zona A                    | Zona A        | Zona A  |
| Local                    | Resultado | Visitante               | Estadio                   | Fecha         | Hora    |
| ------------------------ | --------- | ----------------------- | ------------------------- | ------------- | ------- |
| Racing                   | 3 - 1     | El Porvenir             | Juan Domingo Perón        | 9 de octubre  | 11:00   |
| S.A.T.                   | 0 - 4     | San Lorenzo             | Camping Moreno            | 9 de octubre  | 13:00   |
| Boca Juniors             | 1 - 0     | Gimnasia y Esgrima (LP) | Casa Amarilla             | 10 de octubre | 14:30   |
| Defensores de Belgrano   | 1 - 1     | Lanús                   | Juan Pasquale             | 11 de octubre | 13:00   |
| Zona B                   |           |                         |                           |               |         |
| Local                    | Resultado | Visitante               | Estadio                   | Fecha         | Hora    |
| Villa San Carlos         | 0 - 0     | Rosario Central         | Estadio de Lanús          | 8 de octubre  | 11:00   |
| Estudiantes (LP)         | 0 - 3     | River Plate             | Estadio de Lanús          | 8 de octubre  | 15:00   |
| UAI Urquiza              | 1 - 1     | Huracán                 | Monumental de Villa Lynch | 9 de octubre  | 15:00   |
| Comunicaciones           | 3 - 0     | Excursionistas          | Auxiliar                  | 10 de octubre | 11:00   |
| Platense                 | 1 - 2     | Independiente           | Crisólogo Larralde        | 11 de octubre | 11:00   |
| Libre: Deportivo Español |           |                         |                           |               |         |

| Fecha 8                       | Fecha 8   | Fecha 8          | Fecha 8          | Fecha 8       | Fecha 8 |
| Zona A                        | Zona A    | Zona A           | Zona A           | Zona A        | Zona A  |
| Local                         | Resultado | Visitante        | Estadio          | Fecha         | Hora    |
| ----------------------------- | --------- | ---------------- | ---------------- | ------------- | ------- |
| Deportivo Español             | 1 - 1     | S.A.T.           | Nueva España     | 15 de octubre | 13:00   |
| San Lorenzo                   | 2 - 1     | Boca Juniors     | Auxiliar         | 17 de octubre | 11:00   |
| Lanús                         | 3 - 0     | El Porvenir      | Ciudad de Lanús  | 17 de octubre | 15:00   |
| Gimnasia y Esgrima (LP)       | 2 - 3     | Racing           | Diego Maradona   | 18 de octubre | 10:30   |
| Zona B                        |           |                  |                  |               |         |
| Local                         | Resultado | Visitante        | Estadio          | Fecha         | Hora    |
| Independiente                 | 2 - 2     | Estudiantes (LP) | Villa Dominico   | 15 de octubre | 15:00   |
| River Plate                   | 2 - 2     | UAI Urquiza      | River Camp       | 16 de octubre | 10:30   |
| Rosario Central               | 4 - 0     | Excursionistas   | Predio Baigorría | 16 de octubre | 15:00   |
| Villa San Carlos              | 1 - 3     | Platense         | Diego Maradona   | 18 de octubre | 13:30   |
| Huracán                       | 2 - 1     | Comunicaciones   | Tomás Ducó       | 18 de octubre | 15:30   |
| Libre: Defensores de Belgrano |           |                  |                  |               |         |

| Fecha 9          | Fecha 9   | Fecha 9                 | Fecha 9                   | Fecha 9        | Fecha 9 |
| Zona A           | Zona A    | Zona A                  | Zona A                    | Zona A         | Zona A  |
| Local            | Resultado | Visitante               | Estadio                   | Fecha          | Hora    |
| ---------------- | --------- | ----------------------- | ------------------------- | -------------- | ------- |
| Racing           | 0 - 1     | San Lorenzo             | Presidente Perón          | 23 de octubre  | 14:30   |
| El Porvenir      | 2 - 3     | Gimnasia y Esgrima (LP) | Estadio Único             | 30 de octubre  | 14:00   |
| Boca Juniors     | 4 - 2     | Deportivo Español       | Alberto J. Armando        | 31 de octubre  | 11:00   |
| S.A.T.           | 0 - 2     | Defensores de Belgrano  | Country Moreno            | 1 de noviembre | 11:00   |
| Zona B           |           |                         |                           |                |         |
| Local            | Resultado | Visitante               | Estadio                   | Fecha          | Hora    |
| Comunicaciones   | 0 - 5     | River Plate             | Auxiliar                  | 29 de octubre  | 11:00   |
| Estudiantes (LP) | 3 - 0     | Villa San Carlos        | Estadio Único             | 30 de octubre  | 12:00   |
| Platense         | 3 - 3     | Rosario Central         | Ciudad de Vicente López   | 31 de octubre  | 15:00   |
| Excursionistas   | 1 - 3     | Huracán                 | Excursionistas            | 31 de octubre  | 15:00   |
| UAI Urquiza      | 0 - 0     | Independiente           | Monumental de Villa Lynch | 1 de noviembre | 15:00   |
| Libre: Lanús     |           |                         |                           |                |         |

| 1. 2. |

## Fase Final
|  | Cuartos de final   | Cuartos de final |              |             | Semifinales | Semifinales |  |              | Final | Final |  |
|  |                    |                  |              |             |             |             |  |              |       |       |  |
|  |                    |                  |              |             |             |             |  |              |       |       |  |
|  | San Lorenzo        | 3                |              |             |             |             |  |              |       |       |  |
|  | San Lorenzo        | 3                |              |             |             |             |  |              |       |       |  |
|  | Platense           | 1                |              |             |             |             |  |              |       |       |  |
|  | Platense           | 1                |              | San Lorenzo | 2 (2)       |             |  |              |       |       |  |
|  |                    |                  |              | San Lorenzo | 2 (2)       |             |  |              |       |       |  |
|  |                    |                  | UAI Urquiza  | 2 (4)       |             |             |  |              |       |       |  |
|  | UAI Urquiza        | 5                | UAI Urquiza  | 2 (4)       |             |             |  |              |       |       |  |
|  | UAI Urquiza        | 5                |              |             |             |             |  |              |       |       |  |
|  | Racing Club        | 2                |              |             |             |             |  |              |       |       |  |
|  | Racing Club        | 2                |              |             |             |             |  | Boca Juniors | 5     |       |  |
|  |                    |                  |              |             |             |             |  | Boca Juniors | 5     |       |  |
|  |                    |                  | UAI Urquiza  | 2           |             |             |  |              |       |       |  |
|  | River Plate        | 4                | UAI Urquiza  | 2           |             |             |  |              |       |       |  |
|  | River Plate        | 4                |              |             |             |             |  |              |       |       |  |
|  | Gimnasia y Esgrima | 2                |              |             |             |             |  |              |       |       |  |
|  | Gimnasia y Esgrima | 2                |              | River Plate | 0           |             |  |              |       |       |  |
|  |                    |                  |              | River Plate | 0           |             |  |              |       |       |  |
|  |                    |                  | Boca Juniors | 3           |             |             |  |              |       |       |  |
|  | Boca Juniors       | 1                | Boca Juniors | 3           |             |             |  |              |       |       |  |
|  | Boca Juniors       | 1                |              |             |             |             |  |              |       |       |  |
|  | Independiente      | 0                |              |             |             |             |  |              |       |       |  |
|  | Independiente      | 0                |              |             |             |             |  |              |       |       |  |
|  |                    |                  |              |             |             |             |  |              |       |       |  |

### Cuartos de final
- Todos los horarios en UTC-03:00.

| 16 de noviembre, 9:00 | Boca Juniors       | 1:0 (0:0) | Independiente | Complejo Pedro Pompilio, Buenos Aires |                           |
|                       | - Y. Rodríguez 67' | Reporte   |               | Árbitra: Gabriela Coronel             | Árbitra: Gabriela Coronel |

| 16 de noviembre, 17:00 | River Plate                                      | 4:2 (2:0) | Gimnasia y Esgrima         | River Camp, Buenos Aires       |                                |
|                        | - Lezcano 34' - Costa 38' - Birizamberri 67' 71' | Reporte   | - M. Díaz 70' - Blanco 90' | Árbitra: María Estefanía Pinto | Árbitra: María Estefanía Pinto |

| 17 de noviembre, 9:00 | UAI Urquiza                                               | 5:2 (1:0) | Racing Club     | Estadio Monumental de Villa Lynch, Villa Lynch |                          |
|                       | - Núñez 33' 83' - Gramaglia 59' - Gaitán 63' - Falfán 86' | Reporte   | Fagiano 47' 53' | Árbitra: Mariela Martino                       | Árbitra: Mariela Martino |

| 17 de noviembre, 17:00 | San Lorenzo          | 3:1 (2:1) | Platense    | Ciudad Deportiva, Buenos Aires        |                                       |
|                        | - Imbachi 9' 36' 87' | Reporte   | - Natta 14' | Árbitra: Antonella Álvarez de Olivera | Árbitra: Antonella Álvarez de Olivera |

### Semifinales
- Todos los horarios en UTC-03:00.

| 20 de noviembre, 17:00 | River Plate | 0:3 (0:3) | Boca Juniors                              | Estadio Ciudad de Caseros, Caseros |                             |
|                        |             | Reporte   | - Huber 7' - Y. Rodríguez 20' - Ojeda 44' | Árbitra: Roberta Echeverría        | Árbitra: Roberta Echeverría |

| 21 de noviembre, 17:00 | San Lorenzo                      | 2:2 (0:1) (2:4 p.) | UAI Urquiza                | Estadio Islas Malvinas, Buenos Aires |                                    |
|                        | - Medina 50' (pen.) - Molina 67' | Reporte            | - Sandoval 7' - Falfán 80' | Árbitra: Estela Álvarez de Olivera   | Árbitra: Estela Álvarez de Olivera |

### Final
- Todos los horarios en UTC-03:00.

| 5 de diciembre, 17:00 | Boca Juniors                                      | 5:2 (4:0) | UAI Urquiza              | Estadio Ciudad de Quilmes, Quilmes |                          |
|                       | - Vallejos 12' - Y. Rodríguez 38' 39' 45+2' 90+5' | Reporte   | - Falfán 47' - Núñez 87' | Árbitra: Salomé Di Iorio           | Árbitra: Salomé Di Iorio |

| Campeón                  |
| Boca Juniors 25.º título |

## Goleadoras
| Jugadora              | Equipo        | Goles |
| --------------------- | ------------- | ----- |
| Carolina Birizamberri | River Plate   | 12    |
| Yamila Rodríguez      | Boca Juniors  | 11    |
| Rocío Bueno           | Racing Club   | 9     |
| Andrea Ojeda          | Boca Juniors  | 9     |
| Débora Molina         | San Lorenzo   | 9     |
| Mercedes Pereyra      | River Plate   | 8     |
| Johana Barrera        | Independiente | 8     |
| Nicole Hain           | San Lorenzo   | 8     |
| Eliana Medina         | San Lorenzo   | 7     |

### Tres goles o más
| Jugadora              | Club          | Local             | Resultado | Visita         | Goles               | Fecha            |
| --------------------- | ------------- | ----------------- | --------- | -------------- | ------------------- | ---------------- |
| Rocío Bueno           | Racing Club   | Deportivo Español | 3 - 4     | Racing Club    | 58' 69' 80'         | Fecha 1          |
| Johana Barrera        | Independiente | Independiente     | 5 - 0     | Comunicaciones | 10' 18' 63' 82'     | Fecha 1          |
| Andrea Ojeda          | Boca Juniors  | Lanús             | 2 - 8     | Boca Juniors   | 27' 50' 77' 90+2'   | Fecha 4          |
| Mercedes Pereyra      | River Plate   | Villa San Carlos  | 0 - 7     | River Plate    | 45+2' 52' 56'       | Fecha 5          |
| Carolina Birizamberri | River Plate   | Comunicaciones    | 0 - 5     | River Plate    | 44' 45' 61'         | Fecha 9          |
| Naila Imbachi         | San Lorenzo   | San Lorenzo       | 3 - 1     | Platense       | 9' 36' 87'          | Cuartos de final |
| Yamila Rodríguez      | Boca Juniors  | Boca Juniors      | 5 - 2     | UAI Urquiza    | 38' 39' 45+2' 90+5' | Final            |

## Súper Final
La Súper Final es un partido único que se jugó entre San Lorenzo y Boca Juniors por ser campeones del Apertura 2021 y Clausura 2021, respectivamente.
| 11 de diciembre, 20:00 (UTC-03:00) | San Lorenzo                  | 2:4 (0:2) | Boca Juniors                                          | Ciudad de Vicente López, Florida |                                |
|                                    | - Medina 54' - Ramírez 90+3' | Reporte   | - Y. Rodríguez 25' 76' - Huber 45+2' - Gómez Ares 60' | Árbitra: María Laura Fortunato   | Árbitra: María Laura Fortunato |